# بالا شوروک
َبالا شوروک (به لاتین: Bala Şürük) یک منطقه مسکونی است که در جمهوری آذربایجان و در شهرستان لنکران واقع شده است. بالا شوروک ۱۴۷۶ نفر جمعیت دارد.

## جغرافیا
این آبادی ۸ کیلومتر تا شهر لنکران، ۲۶۳ کیلومتر تا شهر باکو و ۳۷ کیلومتر تا مرز ایران فاصله دارد.

## ریشه واژه
شوروک در زبان تالشی بومی منطقه به معنی درخت کاج جوان یا درخت آلو است.